# Empty Voting
Unter Empty Voting (deu.: Leeres Stimmrecht) versteht man das Ausüben von Stimmrechten auf einer Aktionärsversammlung ohne den vollen finanziellen Besitz (wirtschaftliches Eigentum) der unterliegenden Aktien. Dieses geschieht meist durch Aktienleihe über den Zeitraum der jeweiligen Aktionärsversammlung. Eine Möglichkeit, diese kurzfristige Verschiebung des Stimmrechts zu unterbinden, sind Namensaktien sowie die dazu in der jeweiligen Satzung festgelegten Bedingungen. Im Sommer 2009 wurden ebenfalls Diskussionen laut, ob eine weiterführende Trennung von finanziellem und stimmgewaltigem Besitz an Aktien nicht sinnvoll sei. Befürworter nennen hier die positiven Wirkungen durch höhere Corporate Governance, während Kritiker analog zur Heuschreckendebatte eine Unterstützung des negativen „Raubtierkapitalismus“ befürchten, da Investoren sich durch die Mechanismen der Aktienleihe durch geringen finanziellen Mitteleinsatz überproportional hohes Stimmgewicht einkaufen können.